# 진한갈색문둥이박쥐
진한갈색문둥이박쥐(Neoromicia brunnea)는 애기박쥐과에 속하는 박쥐의 일종이다. 카메룬과 콩고민주공화국, 코트디부아르, 적도기니, 가봉, 가나, 라이베리아, 나이지리아 그리고 시에라리온에서 발견된다. 자연 서식지는 아열대 또는 열대 기후 지역의 건조림과 습윤 저지대 숲이다. 서식지 감소로 멸종 위협을 받고 있다.